# Ctenomys pontifex
Ctenomys pontifex är en däggdjursart som beskrevs av Thomas 1918. Ctenomys pontifex ingår i släktet kamråttor och familjen buskråttor. IUCN kategoriserar arten globalt som otillräckligt studerad. Inga underarter finns listade i Catalogue of Life.
Denna gnagare är bara känd från en liten region nära San Rafael i västra Argentina. Det är nästan inget känt om artens habitat och levnadssätt.